# Xenochaeta dichromata
Xenochaeta dichromata is een vliegensoort uit de familie van de boorvliegen (Tephritidae). De wetenschappelijke naam van de soort is voor het eerst geldig gepubliceerd in 1894 door Snow.